# Francuska vaterpolska reprezentacija
Francuska vaterpolska reprezentacija predstavlja državu Francusku u športu vaterpolu.

## Nastupi na velikim natjecanjima

### Olimpijske igre
Na OI 1900. u Parizu brončano odličje su osvojile (dvije postave su dobile odličja) kombinirana postava Libellule de Paris (Francuska/Uj.Kraljevstvo) i Pupilles de Neptune de Lille 2 (čisto francuska postava).
- 1912.: 5. mjesto
- 1920.: 11. mjesto
- 1924.:  zlato
- 1928.:  bronca
- 1936.: 4. mjesto
- 1948.: 6. mjesto
- 1960.: 9. – 12. mjesto
- 1988.: 10. mjesto
- 1992.: 11. mjesto
- 2016.: 11. mjesto

### Svjetska prvenstva
- 1982.: 13. mjesto
- 1986.: 8. mjesto
- 1991.: 12. mjesto
- 2017.: 14. mjesto
- 2023.: 6. mjesto

### Europska prvenstva
- 1927.:  srebro
- 1931.: 6. mjesto
- 1934.: 6. mjesto
- 1938.: 6. mjesto
- 1947.: 7. mjesto
- 1950.: 6. mjesto
- 1954.: 9. mjesto
- 1958.: 8. mjesto
- 1966.: 13. mjesto
- 1970.: 11. mjesto
- 1989.: 12. mjesto
- 1991.: 11. mjesto
- 2001.: 12. mjesto
- 2014.: 10. mjesto
- 2016.: 9. mjesto
- 2018.: 12. mjesto
- 2020.: 13. mjesto
- 2022.: 6. mjesto
- 2024.: 9. mjesto

### Svjetske lige
- 2006.: 6. mjesto
- 2020.: 7. mjesto

### Europski kupovi
- 2018.: 8. mjesto

## Sastavi
- EP 2008.:

- kvalifikacije: Garsau, Favry, Vernoux, Peisson, Cousin, Audon, Blary, Simon, Bodegas, Clay, 
Amardeilh, Moriame, Chipotel. Izbornik: Missy

- glavni turnir: